# 賀茂郡
- 令制国一覧 > 東海道 > 伊豆国 > 賀茂郡
- 日本 > 中部地方 > 静岡県 > 賀茂郡

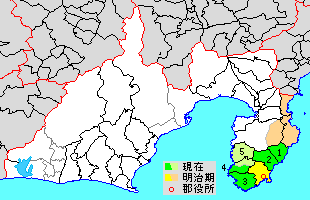
静岡県賀茂郡の範囲（1.東伊豆町 2.河津町 3.南伊豆町 4.松崎町 5.西伊豆町 薄緑：後に他郡から編入した地域 薄黄：後に他郡に編入された区域）

賀茂郡（かもぐん・かものこおり）は、静岡県（伊豆国）の郡。史料によっては加茂郡と表記している場合もある。
人口35,434人、面積478.97km²、人口密度74人/km²。（2025年3月1日、推計人口）
以下の5町を含む。下田市を含めて賀茂地区と呼ぶこともある。
- 東伊豆町（ひがしいずちょう）
- 河津町（かわづちょう）
- 南伊豆町（みなみいずちょう）
- 松崎町（まつざきちょう）
- 西伊豆町（にしいずちょう）

## 郡域
古代の郡域は伊豆半島南東部、現在の東伊豆町から南伊豆町石廊崎にかけてと、伊豆諸島だと考えられている。和名抄には賀茂、月間、川津、三島、大社の5郷があるが、平城京跡出土の木簡にはさらに色日、稲梓の2郷が確認されている。これらは以下の通り現在の地名に比定されている。
賀茂（かも）
南伊豆町上賀茂・下賀茂。題詩（だいし）、川合（かわい）、湯辺（ゆべ）の3里が知られている。
月間・築間（つくま）
南伊豆町湊。蒲沼（かばぬま）、山田（やまだ）の2里が知られている。
川津（かわづ）
河津町。賀美（かみ）、賀茂（かも）、神竹（かみたけ）、湯田（ゆた）の4里が知られている。
三島・三嶋（みしま）
伊豆大島（東京都大島町）または三宅島（同都三宅村）。三島（みしま）里が知られている。
大社（おおやしろ）
下田市白浜。
色日（いろひ）
南伊豆町石廊崎。鯉名（こいな）、大背（おおせ）、中寸（なかむら）の3里が知られている。
稲梓（いなずさ）
旧稲梓村。稲梓（いなずさ）里が知られている。
郡衙の所在は分かっていないが、南伊豆町下賀茂の近辺には式内社に比定される加畑加茂神社があり、弥生時代後期から平安時代にかけての大集落跡である日詰遺跡がある。また、伊豆諸島の1つである神津島にあったとされる物忌奈命神社と阿波神社（阿波命神社）が賀茂郡の項目に記されている。
近世になって熱海までの伊豆半島東岸が加えられ、元禄期に那賀郡から那賀川以南が編入されたとされている。その結果、1879年（明治12年）に行政区画として発足した当時の郡域は、現在の行政区画では概ね以下の区域にあたる。
- 熱海市、伊東市、下田市、南伊豆町、東伊豆町及び河津町の全域
- 伊豆市の一部（下白岩、上白岩、梅木、姫之湯、筏場以東）
- 松崎町の一部（松崎、宮内、伏倉、南郷、明伏、小杉原以南）

## 歴史
扶桑略記などに天武天皇9年（680年）に「駿河2郡を別けて伊豆国と為す」という記事があり、これは田方郡と賀茂郡のことだと考えられている。このとき天城山以南が賀茂郡だったと考えられているが史料による裏付けはない。また遅くとも和銅3年（710年）までの間に伊豆半島西岸に那賀郡が成立しているが、その際の賀茂郡との関係も定かではない。祭祀遺跡や式内社が多く、また伊勢神宮領の蒲屋御厨があるなど律令国家の祭祀との結びつきが強かったことが示唆されている。中世には蒲屋御厨に加えて河津庄があった。

### 近代以降の沿革
- 「旧高旧領取調帳」に記載されている明治初年時点での支配は以下の通り。●は村内に寺社領が、○は寺社等の除地（領主から年貢免除の特権を与えられた土地）が存在。幕府領は韮山代官所が管轄。（1町126村）

- 1868年（慶応4年）
  - 5月24日 - 徳川宗家が駿河府中藩に転封。それにともない遠江・駿河・伊豆国内で領地替えが行われ、郡内の荻野山中藩領、西端藩領が消滅。
  - 6月 - 小田原藩が戊辰戦争後の処分により減封。郡内の領地が消滅。
  - 6月29日 - 新政府が韮山代官所に韮山県を設置。幕府領・旗本領を管轄。
  - 7月13日 - 沼津藩が上総国菊間藩に転封。
- 1868年（明治元年）
  - 11月7日 - 掛川藩が上総国柴山藩に転封。
  - 以上の変更により、全域が韮山県の管轄となる。
- 1871年（明治4年）11月14日 - 第1次府県統合により全域が足柄県の管轄となる。
- 1875年（明治8年）（1町123村）
  - 上大沢村・下大沢村が合併して大沢村となる。
  - 筏場村（現・河津町）・矢野村が合併して川津筏場村となる。
  - 岡方村が下田町に編入。
- 1876年（明治9年）
  - 4月18日 - 第2次府県統合により全域が静岡県の管轄となる。
  - 竹之内村・和田村が合併して玖須美村となる。（1町122村）
- 1877年（明治10年）（1町118村）
  - 茅原野村・本須郷村・新須郷村・北野沢村が合併して須原村となる。
  - 天神原新田が伊浜村に編入。
- 1878年（明治11年） - 神奈川県足柄下郡宮上村のうち1700年（元禄13年）以来、国境論争が続いていた伊豆山権現領（字泉・稲村。年貢は小田原藩に上納）が分立して泉村が起立。（1町119村）
- 1879年（明治12年）3月12日 - 郡区町村編制法の静岡県での施行により行政区画としての賀茂郡が発足。「賀茂那賀郡役所」が下田町に設置され、那賀郡とともに管轄。

### 町村制以降の沿革

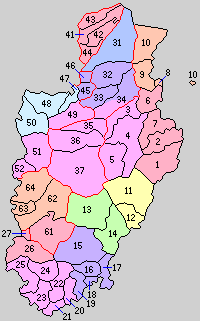
1.対島村 2.小室村 3.下大見村 4.中大見村 5.上大見村 6.宇佐美村 7.伊東村 8.網代村 9.多賀村 10.熱海町 11.城東村 12.稲取村 13.上河津村 14.下河津村 15.稲梓村 16.稲生沢村 17.浜崎村 18.下田町 19.朝日村 20.竹麻村 21.南崎村 22.南中村 23.三坂村 24.南上村 25.三浜村 26.岩科村 27.松崎村 61.中ノ郷村 62.仁科村 63.田子村 64.宇久須村（上橙：熱海市 上赤：伊東市 紫：下田市 上桃：伊豆市 黄：東伊豆町 緑：河津町 下桃：南伊豆町 下赤：松崎町 下橙：西伊豆町 31 - 37は田方郡 41 - 52は君沢郡）

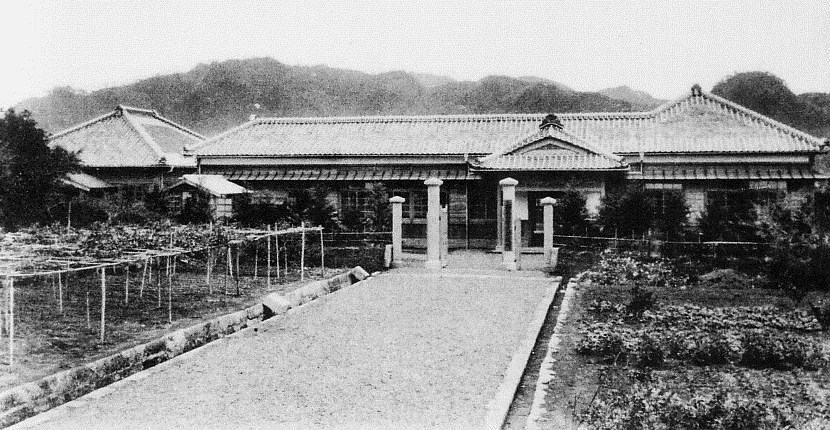
大正時代の賀茂郡役所

- 1889年（明治22年）4月1日 - 町村制の施行により、以下の町村が発足。（1町26村）
  - 対島村 ← 八幡野村、池村、富戸村、赤沢村（現・伊東市）
  - 小室村 ← 川奈村、吉田村、荻村、十足村（現・伊東市）
  - 下大見村 ← 関野村、上白岩村、下白岩村（現・伊豆市）
  - 中大見村 ← 宮上村、八幡村、梅木村、柳瀬村、城村、冷川村、徳永村（現・伊豆市）
  - 上大見村 ← 原保村、姫ノ湯村、筏場村、貴僧坊村、中原戸村、地蔵堂村、菅引村、戸倉野村（現・伊豆市）
  - 宇佐美村（単独村制、現・伊東市）
  - 伊東村 ← 玖須美村、岡村、新井村、湯川村、松原村、鎌田村（現・伊東市）
  - 網代村（単独村制、現・熱海市）
  - 多賀村 ← 上多賀村、下多賀村（現・熱海市）
  - 熱海村 ← 熱海村、伊豆山村、泉村、初島（現・熱海市）
  - 城東村 ← 大川村、奈良本村、白田村、片瀬村（現・東伊豆町）
  - 稲取村（単独村制、現・東伊豆町）
  - 上河津村 ← 湯ヶ野村、下佐ヶ野村、川津筏場村、梨本村、小鍋村、大鍋村（現・河津町）
  - 下河津村 ← 浜村、見高村、谷津村、縄地村、笹原村、峰村、沢田村、逆川村、田中村（現・河津町）
  - 稲梓村 ← 箕作村、須原村、落合村、宇土金村、椎原村、加増野村、横川村、相玉村、北湯ヶ野村、堀之内村、荒増村（現・下田市）
  - 稲生沢村 ← 立野村、大沢村、蓮台寺村、河内村、中村、本郷村（現・下田市）
  - 浜崎村 ← 柿崎村、須崎村、白浜村（現・下田市）
  - 下田町（単独町制、現・下田市）
  - 朝日村 ← 吉佐美村、大賀茂村、田牛村（現・下田市）
  - 竹麻村 ← 手石村、青市村、湊村（現・南伊豆町）
  - 南崎村 ← 下流村、大瀬村、長津呂村（現・南伊豆町）
  - 南中村 ← 石井村、下賀茂村、加納村、二条村、上賀茂村、一条村（現・南伊豆町）
  - 三坂村 ← 入間村、蝶ヶ野村、一色村（現・南伊豆町）
  - 南上村 ← 下小野村、上小野村、岩殿村、毛倉野村、青野村、市ノ瀬村、蛇石村（現・南伊豆町）
  - 三浜村 ← 妻良村、子浦村、伊浜村（現・南伊豆町）
  - 岩科村 ← 岩科村、雲見村、石部村、岩地村、道部村（現・松崎町）
  - 松崎村 ← 松崎村、宮内村、伏倉村、那賀郡江奈村、桜田村（現・松崎町）
  - 南郷村・明伏村・小杉原村が那賀郡中ノ郷村の一部となる。
- 1891年（明治24年）6月11日 - 熱海村が町制施行して熱海町となる。（2町25村）
- 1896年（明治29年）
  - 4月1日 - 郡制の施行のため、那賀郡および賀茂郡の一部の区域をもって、改めて賀茂郡を設置。対島村・小室村・下大見村・中大見村・上大見村・宇佐美村・伊東村・網代村・多賀村・熱海町が田方郡の管轄となり、郡より離脱。中川村・仁科村・田子村・宇久須村が賀茂郡の所属となる。（1町20村）
  - 5月14日 - 宇久須村から安良里村が分立。（1町21村）
  - 8月20日 - 浜崎村から白浜村が分立。（1町22村）
  - 9月1日 - 郡制を施行。
- 1901年（明治34年）3月15日 - 松崎村が町制施行して松崎町となる。（2町21村）
- 1920年（大正9年）12月1日 - 稲取村が町制施行して稲取町となる。（3町20村）
- 1923年（大正12年）4月1日 - 郡会が廃止。郡役所は存続。
- 1926年（大正15年）7月1日 - 郡役所が廃止。以降は地域区分名称となる。
- 1935年（昭和10年） - 面積582.99km2、人口83,494人（男41,306人・女42,188人）[4]。
- 1955年（昭和30年）
  - 3月31日（3町14村）
    - 下田町・稲梓村・稲生沢村・白浜村・浜崎村・朝日村が合併し、改めて下田町が発足。（3町15村）
    - 松崎町・中川村が合併し、改めて松崎町が発足。（3町14村）

  - 7月31日 - 竹麻村・南崎村・南中村・南上村・三坂村・三浜村が合併して南伊豆町が発足。（4町8村）
- 1956年（昭和31年）
  - 3月31日 - 仁科村・田子村が合併して西伊豆町が発足。（5町6村）
  - 6月1日 - 岩科村が松崎町に編入。（5町5村）
  - 9月30日 - 安良里村・宇久須村が合併して賀茂村が発足。（5町4村）
- 1958年（昭和33年）9月1日 - 上河津村・下河津村が合併して河津町が発足。（6町2村）
- 1959年（昭和34年）5月3日 - 稲取町・城東村が合併して東伊豆町が発足。（6町1村）
- 1971年（昭和46年）1月1日 - 下田町が市制施行して下田市となり、郡より離脱。（5町1村）
- 2005年（平成17年）4月1日 - 西伊豆町・賀茂村が合併し、改めて西伊豆町が発足。（5町）

### 変遷表
| 明治22年4月1日  | 明治22年 - 明治29年          | 明治29年4月1日 | 明治29年 - 昭和19年      | 昭和20年 - 昭和63年         | 平成1年 - 現在          | 現在     |
| --------------- | ---------------------------- | -------------- | ------------------------ | --------------------------- | ----------------------- | -------- |
| 熱海村          | 明治24年6月1日 町制          | 田方郡 に移行  | 昭和12年4月10日 熱海市   | 熱海市                      | 熱海市                  | 熱海市   |
| 多賀村          | 多賀村                       | 田方郡 に移行  | 昭和12年4月10日 熱海市   | 熱海市                      | 熱海市                  | 熱海市   |
| 綱代村          | 網代村                       | 田方郡 に移行  | 大正13年5月27日 町制     | 昭和32年4月1日 熱海市に編入 | 熱海市                  | 熱海市   |
| 伊東村          | 伊東村                       | 田方郡 に移行  | 明治39年1月1日 町制      | 昭和22年8月10日 伊東市      | 伊東市                  | 伊東市   |
| 小室村          | 小室村                       | 田方郡 に移行  | 小室村                   | 昭和22年8月10日 伊東市      | 伊東市                  | 伊東市   |
| 対島村          | 対島村                       | 田方郡 に移行  | 対島村                   | 昭和30年4月1日 伊東市に編入 | 伊東市                  | 伊東市   |
| 宇佐美村        | 宇佐美村                     | 田方郡 に移行  | 宇佐美村                 | 昭和30年4月1日 伊東市に編入 | 伊東市                  | 伊東市   |
| 上大見村        | 上大見村                     | 田方郡 に移行  | 上大見村                 | 昭和33年9月30日 中伊豆町    | 平成16年4月1日 伊豆市   | 伊豆市   |
| 中大見村        | 中大見村                     | 田方郡 に移行  | 中大見村                 | 昭和33年9月30日 中伊豆町    | 平成16年4月1日 伊豆市   | 伊豆市   |
| 下大見村        | 下大見村                     | 田方郡 に移行  | 下大見村                 | 昭和33年9月30日 中伊豆町    | 平成16年4月1日 伊豆市   | 伊豆市   |
| 下田町          | 下田町                       | 下田町         | 下田町                   | 昭和30年3月31日 下田市      | 下田市                  | 下田市   |
| 稲持村          | 稲持村                       | 稲持村         | 稲持村                   | 昭和30年3月31日 下田市      | 下田市                  | 下田市   |
| 稲生沢村        | 稲生沢村                     | 稲生沢村       | 稲生沢村                 | 昭和30年3月31日 下田市      | 下田市                  | 下田市   |
| 浜崎村          | 浜崎村                       | 浜崎村         | 浜崎村                   | 昭和30年3月31日 下田市      | 下田市                  | 下田市   |
| 浜崎村          | 浜崎村                       | 浜崎村         | 明治29年8月20日 白浜村   | 昭和30年3月31日 下田市      | 下田市                  | 下田市   |
| 朝日村          | 朝日村                       | 朝日村         | 朝日村                   | 昭和30年3月31日 下田市      | 下田市                  | 下田市   |
| 上河津村        | 上河津村                     | 上河津村       | 上河津村                 | 昭和33年9月1日 河津町       | 河津町                  | 河津町   |
| 下河津村        | 下河津村                     | 下河津村       | 下河津村                 | 昭和33年9月1日 河津町       | 河津町                  | 河津町   |
| 那賀郡 仁科村   | 那賀郡 仁科村                | 賀茂郡 に編入  | 仁科村                   | 昭和31年3月31日 西伊豆町    | 平成17年4月1日 西伊豆町 | 西伊豆町 |
| 那賀郡 田子村   | 那賀郡 田子村                | 賀茂郡 に編入  | 田子村                   | 昭和31年3月31日 西伊豆町    | 平成17年4月1日 西伊豆町 | 西伊豆町 |
| 那賀郡 宇久須村 | 那賀郡 宇久須村              | 賀茂郡 に編入  | 宇久須村                 | 昭和31年9月30日 賀茂村      | 平成17年4月1日 西伊豆町 | 西伊豆町 |
| 那賀郡 宇久須村 | 那賀郡 宇久須村              | 賀茂郡 に編入  | 明治29年5月14日 安良里村 | 昭和31年9月30日 賀茂村      | 平成17年4月1日 西伊豆町 | 西伊豆町 |
| 那賀郡 中ノ郷村 | 明治22年6月11日 中川村に改称 | 賀茂郡 に編入  | 中川村                   | 昭和30年3月31日 松崎町      | 松崎町                  | 松崎町   |
| 松崎村          | 松崎村                       | 松崎村         | 明治34年6月11日 町制     | 昭和30年3月31日 松崎町      | 松崎町                  | 松崎町   |
| 岩科村          | 岩科村                       | 岩科村         | 岩科村                   | 昭和31年6月1日 松崎町に編入 | 松崎町                  | 松崎町   |
| 稲取村          | 稲取村                       | 稲取村         | 大正9年12月1日 町制      | 昭和34年9月31日 東伊豆町    | 東伊豆町                | 東伊豆町 |
| 城東村          | 城東村                       | 城東村         | 城東村                   | 昭和34年9月31日 東伊豆町    | 東伊豆町                | 東伊豆町 |
| 竹崎村          | 竹崎村                       | 竹崎村         | 竹崎村                   | 昭和30年7月31日 南伊豆町    | 南伊豆町                | 南伊豆町 |
| 南崎村          | 南崎村                       | 南崎村         | 南崎村                   | 昭和30年7月31日 南伊豆町    | 南伊豆町                | 南伊豆町 |
| 南中村          | 南中村                       | 南中村         | 南中村                   | 昭和30年7月31日 南伊豆町    | 南伊豆町                | 南伊豆町 |
| 南上村          | 南上村                       | 南上村         | 南上村                   | 昭和30年7月31日 南伊豆町    | 南伊豆町                | 南伊豆町 |
| 三坂村          | 三坂村                       | 三坂村         | 三坂村                   | 昭和30年7月31日 南伊豆町    | 南伊豆町                | 南伊豆町 |
| 三浜村          | 三浜村                       | 三浜村         | 三浜村                   | 昭和30年7月31日 南伊豆町    | 南伊豆町                | 南伊豆町 |

## 行政
賀茂・那賀郡長
| 代 | 氏名 | 就任年月日                | 退任年月日                | 備考                     |
| -- | ---- | ------------------------- | ------------------------- | ------------------------ |
| 1  |      | 明治12年（1879年）3月12日 |                           |                          |
|    |      |                           | 明治29年（1896年）3月31日 | 分割により旧・賀茂郡廃止 |

賀茂郡長
| 代 | 氏名 | 就任年月日               | 退任年月日                | 備考                   |
| -- | ---- | ------------------------ | ------------------------- | ---------------------- |
| 1  |      | 明治29年（1896年）4月1日 |                           |                        |
|    |      |                          | 大正15年（1926年）6月30日 | 郡役所廃止により、廃官 |